# Saint-Jean-de-Sauves
Saint-Jean-de-Sauves település Franciaországban, Vienne megyében. Lakosainak száma 1292 fő (2022. január 1.). Saint-Jean-de-Sauves Saint-Clair, Marnes, La Chaussée, Chouppes, La Grimaudière, Mazeuil, Moncontour és Verrue községekkel határos.

## Népesség
A település népessége az elmúlt években az alábbi módon változott:
| Lakosok száma | 1353 | 1371 | 1408 | 1389 | 1402 | 1408 | 1369 | 1331 | 1292 |
|               | 2013 | 2015 | 2016 | 2017 | 2018 | 2019 | 2020 | 2021 | 2022 |